# 完美狙擊
《完美狙擊》（英語：The American）是一部2010年美國動作驚悚片，由安東·寇班執導，喬治·克隆尼、薇蘭蒂·普拉夏朵、夏可拉·露坦和保羅·班納西里主演。電影改編自英格蘭作家馬丁·布斯的1990年小說《蝴蝶先生》，羅文·約菲編寫改編劇本，講述一名美國約聘殺手躲到義大利小鎮準備最後一項任務。
《完美狙擊》2010年9月1日在美國上映，全球票房達6790萬美元。電影獲得影評界普遍正面的口碑，但因風格及宣傳手法導致在觀眾間褒貶不一。

## 劇情
槍匠兼約聘殺手傑克與情人英格麗正在瑞典放鬆。當他們在小屋外的荒野中行走時，傑克察覺雪地上的腳印，隨即兩人遭到狙擊手開槍。傑克利用手槍殺死敵人；知道自己的身份岌岌可危，他毫不猶豫地殺死了英格麗，之後又殺了狙擊手的另一名同夥。傑克逃到義大利羅馬並聯繫了經紀人帕維爾，對方堅持認為傑克不能留在羅馬。帕維爾把他安置到阿布魯佐山區的卡斯特維奇奧小鎮。傑克變得緊張，並處理掉了帕維爾給的手機，改前往附近的蒙特堡；在此他化名為愛德華，對外宣稱自己為攝影記者。
在阿布魯佐期間，傑克聯繫了帕維爾，對方為他安排了另一份工作。傑克會面殺手瑪蒂爾德，後者希望為自己打造一把量身訂製的狙擊步槍。傑克還開始光顧當地妓女克拉拉，展開一段戀情。傑克從當地神父貝內德托的朋友法比奧那借了工具並打造了消音器。傑克持續注意被一名男子跟蹤。一日，他會面瑪蒂爾德以測試武器，對方對其工藝印象深刻，但要求他再做一些調整。後來，傑克殺死了跟蹤自己的男子：瑞典籍刺客。
傑克因夢見瑞典發生的事件而感到痛苦，並後悔殺死英格麗。他與貝內德托神父對談後，從對方的鼓勵而開始質疑自己的人生選擇。瑪蒂爾德和克拉拉都注意到傑克與蝴蝶的關係；瑪蒂爾德瞭解他在瀕臨滅絕蝴蝶方面的專業知識，克拉拉則看見他背部的紋身。貝內德托神父認為傑克生活在特殊的「無愛之處」地獄裡，傑克便開始讓自己感受到對克拉拉的愛，並設想和她一起生活。傑克問帕維爾，瑞典人是如何找到自己，帕維爾則認為他開始鬆懈。傑克在日益增長的恐懼中，發現克拉拉的錢包裡有著一把小手槍時，甚至懷疑起克拉拉。詢問之下，克拉拉解釋，因報紙報導了被謀殺的妓女，所以攜帶手槍防身，傑克才對此鬆了一口氣。
傑克同意將武器交給瑪蒂爾德來當成退休之作，但在最後一刻，他重新打開了裝槍的手提箱。在一間加油站的休息站下車時，傑克開始懷疑瑪蒂爾德打算動手殺人，但一大群學童下車介入，導致瑪蒂爾德付了尾款後駕車離去。兩人分開後，瑪蒂爾德致電告訴帕維爾，自己沒得動手，但仍跟蹤著傑克、找機會下手。克拉拉在鎮上的一次宗教遊行中遇到了傑克，傑克要求她和自己一起走，對方同意。瑪蒂爾德試圖從附近的屋頂向傑克開槍，但步槍反而朝瑪蒂爾德的臉部炸開，證實了傑克的懷疑以及他在最後一刻破壞步槍的決定。看到瑪蒂爾德從屋頂上掉下來，傑克將收到的尾款給了克拉拉，要她到之前野餐的河邊等自己。他跑向在人行道上奄奄一息的瑪蒂爾德，發現她也為帕維爾工作。
當傑克去見克拉拉時，察覺帕維爾跟蹤自己；雙方同時交火，導致帕維爾倒地身亡。當傑克開車去河邊與克拉拉會面時，卻發現自己腹部也中了彈，到達河邊並看到克拉拉時撐不住倒下，令克拉拉尖叫著跑向汽車。與此同時，一隻白色的蝴蝶從傑克的車上飛過。

## 演員
- 喬治·克隆尼飾演傑克／愛德華（Jack / Edward）[1]
- 薇蘭蒂·普拉夏朵（英语：Violante Placido）飾演克拉拉（Clara）[1]
- 夏可拉·露坦（英语：Thekla Reuten）飾演瑪蒂爾德（Mathilde）[1]
- 保羅·班納西里（英语：Paolo Bonacelli）飾演貝內德托神父（Father Benedetto）[1]
- 艾蓮娜·巴佐可倫（英语：Irina Björklund）飾演英格麗（Ingrid）[5]
- 約翰·萊森（英语：Johan Leysen）飾演帕維爾（Pavel）[1]
- 菲利波·提米（英语：Filippo Timi）飾演法比奧（Fabio）[5]
- 安娜·佛格萊塔（英语：Anna Foglietta）飾演安娜（Anna）[5]
- 比恩·格蘭納夫飾演瑞典刺客[5]

## 製作

### 發展
《完美狙擊》改編自英國小說家馬丁·布斯的1990年小說《蝴蝶先生》，製片人安·溫蓋特（Ann Wingate）早在1990年代就有意與BBC電影將此書改編成電影；BBC放棄後，溫蓋特開始吉兒·格林（Jill Green）共事並建議恢復此項目。格林表示：「馬丁·布斯當時仍健在，他堅持從自己的書中找英國或歐洲製片人來製作本片，那就是安和我。這本書更吸引我們的是對傑克（Jack）一角的洞察力，儘管他內心的動盪不斷加劇，但仍是有意追尋浪漫和救贖的孤獨人物。而既是專業的槍匠又是刺客的主角讓我想起了同樣改編自小說《豺狼之日》。」同樣相當熱衷此項目的安·凱瑞也與溫蓋特及格林合作，90年代末期看上安東·寇班擔任導演後，電影的開發進度逐漸穩定；製片人葛蘭·海斯洛夫在2008年加入項目。溫蓋特及格林曾花費六到七年編寫劇本，最後與海斯洛夫決定交給羅文·約菲全權負責；約菲表示：「雖然之前有好幾版劇本，但我決定完全重新開始，受到安東的絕妙想法啟發，將這則故事重新構想成當代西部片。」他接著補充：
考慮到這一點，我將書中最喜歡的段落編織在一起，將整體結構簡化成一部以人物為動機的驚悚片，情節流暢、具有強大的救贖主題、非常冗長的對話，以及像角色本身一樣的狂野義大利風情，將其變革的憂鬱之美施加在我們的英雄身上，幫助他踏上救贖之旅。喬治·克隆尼對我的初稿很感興趣，讓我能繼續完善後續的草稿；這對劇本來說是宛如戲劇般的重磅福音，也是能為在世最偉大的電影演員塑造角色的難得機會。

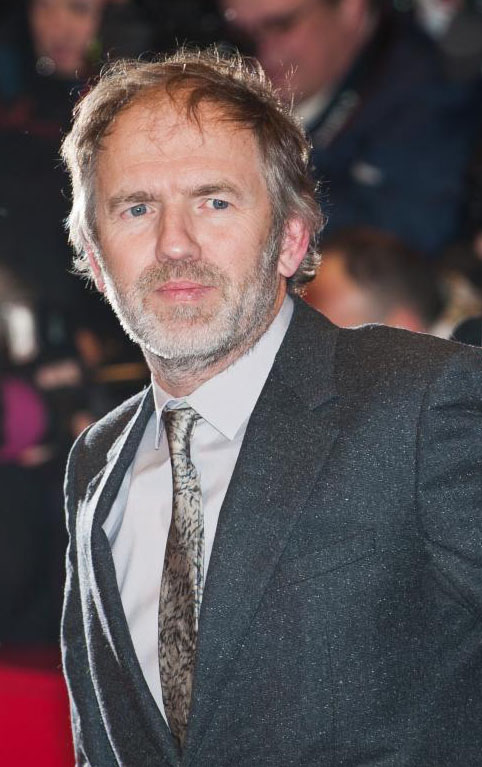
導演安東·寇班

2009年4月6日，寇班與喬治·克隆尼見面，敲定後者的製片和主演計劃；海斯洛夫表示：「傑克花了很多時間保持沉默，還得讓內心戲呈現在銀幕上，這對演員而言是項挑戰，要讓內心的生活繼續出現在銀幕上，喬治為傑克一角帶來了這種寧靜。」之後片方開始聘請義大利本土但不一定在國際上知名的演員，以詮釋圍繞在傑克身旁的義大利配角，包括保羅·班納西里與薇蘭蒂·普拉夏朵。寇班和克隆尼都有意藉由本片來促進該地區的旅遊業及經濟發展，製片人也立即加緊利用義大利新的財政激勵措施；該激勵措施已醞釀了十年，在地震發生前幾個月才正式通過，最大益處是能在拍片期間獲得補助，不像其他稅收抵免得等一至兩年，《完美狙擊》成為首部獲得此激勵措施的電影。
起初，電影沿用小說的標題命名，寇班則將電影命名為《一個美國人》（Il Americano），最後才更改成現今的《完美狙擊》。

### 拍攝
考慮到電影的設定，在義大利的前期製作計劃至關重要，寇班想讓場景圍繞在城鎮和村莊。2008年冬季，製片人選定羅馬東部山區的阿布魯佐當作拍攝地；但此地2009年4月6日發生了地震，傷亡人數超過三百人，六萬人突然無家可歸。拉奎拉鎮的許多地方——羅馬東北不到70英里都成了廢墟。因拉奎拉受損嚴重，片方選擇了附近的蘇爾莫納作為根據地，獲得當地市長和居民的歡迎，片中出現的路人多數由城鎮居民扮演。當蘇爾莫納舉辦一年一度的影展時，克隆尼獲得充滿敬意的銀奧維迪烏斯（Silver Ovidius）獎，以表彰他在電影方面的成就。劇組也在卡拉肖、安韦尔萨-德利阿布鲁齐、老城堡及帕琴特羅村莊拍攝，但不得不放棄包括拉奎拉在內的一些地點。

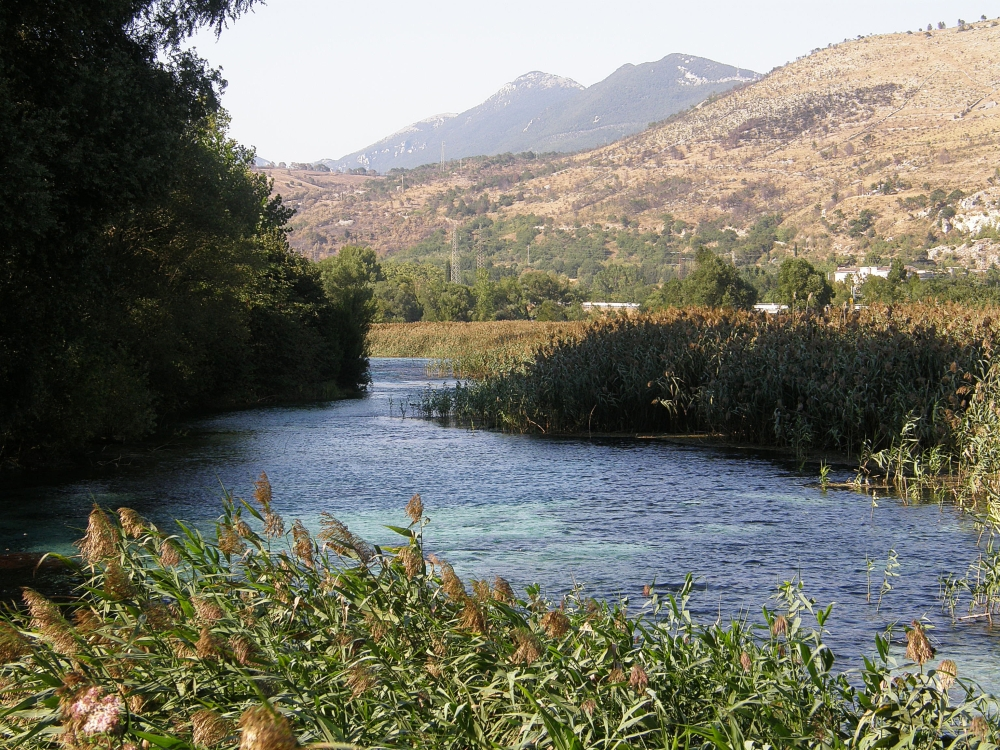
阿泰爾諾河一景

片中一處關鍵場景是大薩索山國家公園的阿泰爾諾河，美術指導馬克·迪格比（Mark Digby）及其團隊對現場進行一些外觀調整，但在主要拍攝的首日凌晨，佈景遭野豬闖入破壞佈置的綠色植物，導致劇組得小心監測灌木叢的情況，並在之後的幾天晚上派保全看守。劇組在槍械道具方面還受到了挑戰，如克隆尼在片中手工打造的槍是在英格蘭製造，需要準備時間來獲得許可並規劃運送過來。劇組在義大利委託訂製了三種尺寸的裝槍手提箱，其中一種用於傑克隨身攜帶的遠距離鏡頭。夏可拉·露坦花了將近兩週的時間和軍械士喬恩·貝克（Jon Baker）一起訓練，以呈現她在片中的組裝及拆卸槍枝的橋段；克隆尼則因過去的電影中受了許多訓練，與貝克的訓練時間較少。
在為期九週的義大利拍攝結束時，劇組改前往罗马特米尼车站拍攝，但要捕捉知名的克隆尼在人來人往的街道上行走的鏡頭是項挑戰。雖然一座火車站台部分可用，但劇組採用了隱身策略來拍攝傑克穿過繁忙的主要街道所需的鏡頭，如一台攝影機藏在一家咖啡館的窗戶裡，捕捉克隆尼提箱子獨自從馬路對面的汽車上悄悄下車；此時正是羅馬上班族通勤的尖峰時段，幾乎沒有人注意到克隆尼。之後，電影也在瑞典厄斯特松德市镇進行了五天的外景拍攝，完成電影的開頭片段。

## 發行
《完美狙擊》由焦點影業發行，2010年9月1日在美國院線上映。官方2010年5月13日發表首支預告片；2010年6月17日釋出官方海報；第二支預告片在2010年6月19日公開。環球影業安排電影的DVD及藍光光碟2010年12月28日於美國發行。

## 反響

### 評價
《完美狙擊》在影評界獲得普遍正面的評價。電影在爛番茄網站上基於226篇評論，新鮮度65%，平均得分6.5／10；該網站共識：「《完美狙擊》拍攝精美、情感克制，加上喬治·克隆尼異常低調的表演，可謂有著異常爭端的間諜驚悚片。」在Metacritic上，電影根據36位影評的打分而獲得61分（滿分100），代表「普遍好評」。但觀眾對電影的口碑卻褒貶不一，據CinemaScore調查，觀眾評價在A+至F間，平均統計落於罕見差勁的「D-」；而爛番茄的觀眾新鮮度僅39%。《赫芬顿邮报》將此現象歸咎於本片的宣傳主打動作而非懸疑和劇情元素，造成觀眾期待落差。《洛杉磯時報》則認為一般觀眾會依特定演員而去觀看電影，《完美狙擊》中的克隆尼與粉絲心目中的輕鬆迷人形象相違，導致他們失望。

### 票房
《完美狙擊》在美國和加拿大的總票房為3560萬美元，加上其他地區的3230萬美元，全球總票房達6790萬美元，而製作預算為2000萬美元。
電影的首映週末票房達1320萬美元，位居當週票房冠軍，其中包括為期四天勞動節週末的1670萬美元。電影在第二週下跌57%至570萬美元，排名第三；第三週則又下跌53%至270萬美元。

## 外部連結
- 官方网站
- 互联网电影数据库（IMDb）上《完美狙擊》的资料（英文）
- Box Office Mojo上《完美狙擊》的資料（英文）
- 爛番茄上《完美狙擊》的資料（英文）